# 総督レオナルド・ロレダンの肖像
『総督レオナルド・ロレダンの肖像』（そうとくレオナルド・ロレダンのしょうぞう、伊: Ritratto del doge Leonardo Loredan, 英: Portrait of Doge Leonardo Loredan）は、イタリアのルネサンス期の巨匠ジョヴァンニ・ベッリーニによる1501年から1502年ごろの絵画である。1501年から1521年までヴェネツィアの総督 (ドージェ)であったレオナルド・ロレダンを描いたもので、儀式用衣服を身に着けている。小さな紙 (cartellino) に IOANNES BELLINVS と署名されている。ロンドンのナショナル・ギャラリーに展示されている。

## 作品
この正式な肖像画は、おそらくレオナルド・ロレダンがヴェネツィア総督に選出された直後に制作された。総督は、華やかなボタンのある公式の国家服を身に着けている。リネン・キャップ上の独特の形をした角型帽は、ダブレットのフードから派生しているものである。 総督の他の伝統的な肖像画と同様に、構図は古代ローマ時代の彫刻が施された肖像画の胸像に似ており、またフランドル絵画の4分の3正面向きの肖像画に着想を得ている。
ジョン・ポープ・ヘネシーは、ベッリーニを「15世紀で最も偉大な公式の肖像画家」と表現し、「画家の個人的な肖像画を損なう理想化への傾向は、ここでは画家にとって有利なものとなり、揺るぎない信念を持って、公式の人物を成文化することを可能にした」と付け加えた。

## 来歴
絵画は、最初はヴェネツィアにあったはずで、ナポレオンが都市を征服したときにおそらく略奪されたものである。 1807年にウィリアム・トーマス・ベックフォードが13ギニーで購入し、1844年にナショナル・ギャラリーに630ポンド（ 2019年の63,471ポンド）で売却された。